# زیگوبالوس روفیپس
زیگوبالوس روفیپس (نام علمی: Zygoballus rufipes) نام یک گونه از تیره عنکبوت جهنده است.